# Poramet Arjvirai
Poramet Arjvirai (en tailandés: ปรเมศย์ อาจวิไล, Bangkok, Tailandia; 20 de julio de 1998) es un futbolista de Tailandia que juega en la posición de delantero con el Júbilo Iwata de la J2 League cedido por el Muangthong United desde el año 2025.

## Carrera

### Club
| Periodo | Club                     |
| ------- | ------------------------ |
| 2017–   | Muangthong United        |
| 2017    | → Udon Thani FC (cedido) |
| 2018    | → Bangkok FC (cedido)    |
| 2025–   | → Júbilo Iwata (cedido)  |

### Selección nacional
A nivel de selecciones menores representó a Tailandia en la categoría sub-23 en tres partidos de 2017 a 2019. Ha jugado con Tailandia desde el año 2022 y su primer gol internacional lo anotó el 13 de enero de 2023 en el empate 2-2 ante Vietnam en Hanói por el Campeonato de la AFF 2022.

## Logros
- AFF Championship: 2022
- King's Cup: 2024